# Beyond the Apocalypse
 (décembre 2016).
Si vous disposez d'ouvrages ou d'articles de référence ou si vous connaissez des sites web de qualité traitant du thème abordé ici, merci de compléter l'article en donnant les références utiles à sa vérifiabilité et en les liant à la section « Notes et références ».
Albums de 1349
Liberation
(2003) Hellfire
(2005)
Beyond the Apocalypse est le deuxième album studio du groupe de Black metal norvégien 1349. L'album est sorti le 4 mai 2004 sous le label Candlelight Records.

## Liste des titres
1. Chasing Dragons - 6:31
2. Beyond the Apocalypse - 4:01
3. Aiwass-Aeon - 3:32
4. Necronatalenheten - 4:30
5. Perished in Pain - 3:57
6. Singer of Strange Songs - 7:30
7. Blood is the Mortar - 3:52
8. Internal Winter - 7:41
9. The Blade - 5:58

## Musiciens
- Ravn - Chant
- Archaon - Guitare
- Tjalve - Guitare
- Seidemann - Basse
- Frost - Batterie